# Парнетц (Болцано)
Парнетц је насеље у Италији у округу Болцано, региону Трентино-Јужни Тирол.
Према процени из 2011. у насељу је живело 15 становника. Насеље се налази на надморској висини од 1140 м.